# Guanofleet

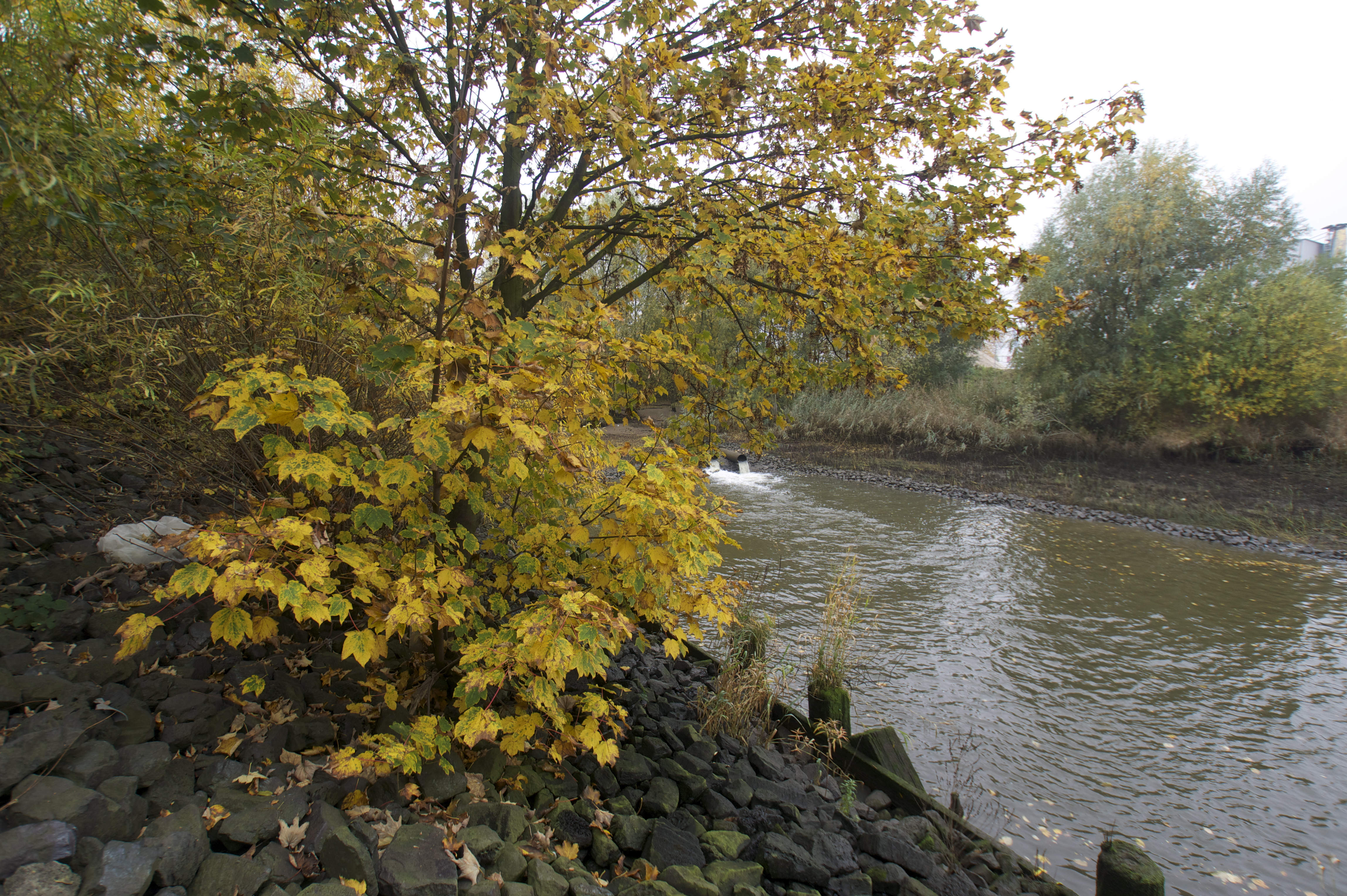
Der elbseitige Teil des Guanofleets

Das Guanofleet ist ein Kanal in Hamburg-Steinwerder. Er besteht heutzutage aus zwei Teilstücken. Der nördliche kleine Teil zweigt bei Flusskilometer 622,4 (Lage) orografisch links von der Elbe ab. Abgetrennt durch die mittlerweile feste Querung der Norderelbstraße gibt es den zweiten längeren Rest.

## Geschichte
Das Guanofleet wurde 1853 als einer der ersten Kanäle südlich der Norderelbe gebaut. Es verlief zwischen Reiherstieg und Mittelkanal und verband die Elbe mit dem Norderloch. Direkt an der Einmündung in die Elbe lag eine Kupferschmelze.
Während die südliche Verbindung für die Nutzung als Werftgelände zugeschüttet wurde und das Fleet auf eine Länge von 320 Meter verkürzt wurde (Lage), sorgte die Verfüllung der Brückenquerung der Norderelbstraße für eine Zweiteilung und die endgültige Beendigung der Nutzung des Kanals für die Schifffahrt. Der Hafenstrukturplan, der 1995 in Kraft trat, um Ausgleichsflächen für Bebauungen zu schaffen und die Elbe naturnah umzugestalten, bildete die Grundlage für eine Umwidmung des Guanofleets.
Auf der Fläche der früheren Kupferschmelze befinden sich seit 1994 das Theater im Hafen Hamburg und seit 2014 das Theater an der Elbe.

## Nachweise
1. ↑  Geoportal Hamburg, abgerufen am 27. April 2019.
2. ↑  Christian Terstegge: Fotografien von Hamburg, abgerufen am 27. April 2019.
3. ↑  Plan von Hamburg, Altona und Umgebung von 1864, abgerufen am 27. April 2019.
4. ↑  Geneviève Wood: Elbe bietet immer mehr Lebensraum, www.abendblatt.de vom 17. März 2004, abgerufen am 27. April 2019.

- Karte mit allen Koordinaten:
- OSM |
- WikiMap